# Intasia monohystera
Intasia monohystera is een rondwormensoort uit de familie van de Diplopeltidae. De wetenschappelijke naam van de soort is voor het eerst geldig gepubliceerd in 2008 door Tchesunov & Miljutina.